# Helmut Frank
Pour les articles homonymes, voir Frank.
Helmut Frank (né le 22 juillet 1933 à Francfort-Höchst et mort le 9 février 2015 à Gelnhausen) est un homme politique allemand (CDU) et député du Landtag de Hesse.

## Biographie
Frank suit une formation de technicien en électronique après l'école primaire de 1947 à 1950. En 1960, il acquit le titre de maître-artisan. Il travaille chez Hoechst AG. Il est syndicaliste et membre de l'IG Chemie-Papier-Keramik (de) et président de la représentation des jeunes de Hoechst AG. Il est marié et père de trois enfants.

## Politique
Frank est membre de la CDU depuis 1956 et y occupe de nombreux postes au conseil d'administration. Il est également membre du CDA et y travaille également au conseil d'administration du district de Francfort-sur-le-Main. Entre 1968 et 1974, Frank est conseiller municipal à Francfort. Du 1er décembre 1974 à 1987, il est député du Landtag de Hesse pendant quatre mandats. Il se présente dans la 1re circonscription de Francfort-sur-le-Main (de), mais est élu au Landtag via la liste d'État de son parti.